# Liste de peintures de scènes de genre par Paul Cézanne
Liste des peintures de scènes de genre par Paul Cézanne
| image | titre                                | date       | collection                                            | lieu                                       | matériau                 | hauteur | largeur | références |
| ----- | ------------------------------------ | ---------- | ----------------------------------------------------- | ------------------------------------------ | ------------------------ | ------- | ------- | --- |
|       | La Toilette funéraire; L'Autopsie    | 1869       | collection privée                                     |                                            | peinture à l'huile toile | 49      | 80      | https://www.cezannecatalogue.com/catalogue/entry.php?id=12                                                                                               |
|       | Jeune Fille au piano                 | 1869       | musée de l'Ermitage                                   | musée de l'Ermitage                        | peinture à l'huile toile | 57.8    | 92.5    | https://www.hermitagemuseum.org/wps/portal/hermitage/digital-collection/01.+Paintings/28717/ https://www.cezannecatalogue.com/catalogue/entry.php?id=157 |
|       | Baigneuses                           | 1870       | collection privée                                     |                                            | peinture à l'huile toile | 33      | 40      | https://www.cezannecatalogue.com/catalogue/entry.php?id=167                                                                                              |
|       | Le Déjeuner sur l'herbe              | 1870       | collection privée                                     | New York                                   | peinture à l'huile toile | 60      | 81      | https://www.cezannecatalogue.com/catalogue/entry.php?id=172                                                                                              |
|       | Femmes et fillette dans un intérieur | 1870       | musée des Beaux-Arts Pouchkine                        |                                            | peinture à l'huile toile | 91      | 71      | https://www.cezannecatalogue.com/catalogue/entry.php?id=162                                                                                              |
|       | Femme allaitant son enfant           | 1872       | collection privée                                     | New York                                   | peinture à l'huile toile | 22      | 22      | https://www.cezannecatalogue.com/catalogue/entry.php?id=220                                                                                              |
|       | Une moderne Olympia                  | 1873       | musée d'Orsay                                         | musée d'Orsay                              | peinture à l'huile toile | 46      | 55.5    | https://www.cezannecatalogue.com/catalogue/entry.php?id=229                                                                                              |
|       | La Partie de pêche                   | 1873s      | Yale University Art Gallery                           | Yale University Art Gallery                | peinture à l'huile toile | 26.4    | 34      | https://artgallery.yale.edu/collections/objects/25543 https://www.cezannecatalogue.com/catalogue/entry.php?id=248                                        |
|       | Un peintre au travail                | 1874s      | collection privée                                     | Denver                                     | peinture à l'huile toile | 24      | 34      | https://www.cezannecatalogue.com/catalogue/entry.php?id=237                                                                                              |
|       | Trois Baigneuses                     | 1874       | musée d'Orsay                                         | musée d'Orsay                              | peinture à l'huile toile | 19.5    | 22.5    | https://www.cezannecatalogue.com/catalogue/entry.php?id=1                                                                                                |
|       | Les baigneurs au repos               | 1875s      | Fondation Barnes                                      | Fondation Barnes                           | peinture à l'huile toile | 82      | 101.3   | https://www.cezannecatalogue.com/catalogue/entry.php?id=263                                                                                              |
|       | Les Pêcheurs – Journée de juillet    | 1875       | Metropolitan Museum of Art                            | Metropolitan Museum of Art                 | peinture à l'huile toile | 55.2    | 81.9    | https://www.cezannecatalogue.com/catalogue/entry.php?id=241                                                                                              |
|       | Baigneurs au repos                   | 1875       | musée d'art Bridgestone                               | musée d'art Bridgestone                    | encre aquarelle          | 13      | 21.7    | https://www.cezannecatalogue.com/catalogue/entry.php?id=1038                                                                                             |
|       | Le Déjeuner sur l'herbe              | 1876s      | collection Jean Walter et Paul Guillaume              | Musée de l'Orangerie                       | peinture à l'huile toile | 21      | 26      | https://www.cezannecatalogue.com/catalogue/entry.php?id=944                                                                                              |
|       | La Cueillette                        | 1876s      | collection privée                                     | New York                                   | peinture à l'huile toile | 15.5    | 22.5    | https://www.cezannecatalogue.com/catalogue/entry.php?id=283                                                                                              |
|       | Au bord de l'étang                   | 1877       | musée des Beaux-Arts de Boston                        | musée des Beaux-Arts de Boston             | peinture à l'huile toile | 47      | 56.2    | https://www.cezannecatalogue.com/catalogue/entry.php?id=247                                                                                              |
|       | Arlequin                             | 1880s      | National Gallery of Art                               | National Gallery of Art                    | peinture à l'huile toile | 101     | 65      | https://www.nga.gov/collection/art-object-page.66405.html https://www.cezannecatalogue.com/catalogue/entry.php?id=602                                    |
|       | Le Grand Baigneur                    | 1885       | Museum of Modern Art                                  | Museum of Modern Art                       | peinture à l'huile toile | 127     | 96.8    | https://www.cezannecatalogue.com/catalogue/entry.php?id=542                                                                                              |
|       | Jeune fille à la volière             | 1888       | Fondation Barnes                                      | Fondation Barnes                           | peinture à l'huile toile | 45.4    | 38.1    | https://www.cezannecatalogue.com/catalogue/entry.php?id=622                                                                                              |
|       | Arlequin                             | 1888       | collection privée                                     | Argentine                                  | peinture à l'huile toile | 91      | 65      | https://www.cezannecatalogue.com/catalogue/entry.php?id=603                                                                                              |
|       | Mardi gras                           | 1888       | musée des Beaux-Arts Pouchkine Collection Chtchoukine | musée des Beaux-Arts Pouchkine             | peinture à l'huile toile | 102     | 81      | https://www.cezannecatalogue.com/catalogue/entry.php?id=600                                                                                              |
|       | Les joueurs de cartes                | 1890s      | Fondation Barnes                                      | Fondation Barnes                           | peinture à l'huile toile | 135.3   | 181.9   | https://www.cezannecatalogue.com/catalogue/entry.php?id=684                                                                                              |
|       | Les Baigneurs                        | 1890s      | musée des Beaux-Arts Pouchkine                        | musée des Beaux-Arts Pouchkine             | peinture à l'huile toile | 26      | 40      | https://www.cezannecatalogue.com/catalogue/entry.php?id=731                                                                                              |
|       | Garçon couché                        | 1890       | Musée Hammer                                          | Los Angeles                                | peinture à l'huile toile | 54      | 65.5    | https://www.cezannecatalogue.com/catalogue/entry.php?id=661                                                                                              |
|       | Les Baigneurs en plein air           | 1890s      | musée de l'Ermitage Collection Otto Krebs             | musée de l'Ermitage                        | peinture à l'huile toile | 54.2    | 66.5    | https://www.cezannecatalogue.com/catalogue/entry.php?id=726                                                                                              |
|       | Les Joueurs de cartes                | 1890       | musée d'Orsay                                         | musée d'Orsay Jeu de paume musée du Louvre | peinture à l'huile toile | 47.5    | 57      | https://www.cezannecatalogue.com/catalogue/entry.php?id=692                                                                                              |
|       | Les Baigneurs                        | 1890 1890s | musée d'Orsay                                         | Jeu de paume musée d'Orsay                 | peinture à l'huile toile | 60      | 82      | https://www.cezannecatalogue.com/catalogue/entry.php?id=645                                                                                              |
|       | Les joueurs de cartes                | 1891s      | Metropolitan Museum of Art                            | Metropolitan Museum of Art                 | peinture à l'huile toile | 65.4    | 81.9    | https://www.cezannecatalogue.com/catalogue/entry.php?id=685                                                                                              |
|       | Les Joueurs de cartes                | 1892       | collection privée                                     | Qatar                                      | peinture à l'huile toile | 97      | 130     | https://www.cezannecatalogue.com/catalogue/entry.php?id=688                                                                                              |
|       | Les Joueurs de cartes                | 1892       | Institut Courtauld                                    | Londres                                    | peinture à l'huile toile | 60      | 73      | https://www.cezannecatalogue.com/catalogue/entry.php?id=691                                                                                              |
|       | Les Grandes Baigneuses               | 1894       | National Gallery                                      | National Gallery                           | peinture à l'huile toile | 127.2   | 196.1   | http://www.nationalgallery.org.uk/paintings/paul-cezanne-bathers-les-grandes-baigneuses https://www.cezannecatalogue.com/catalogue/entry.php?id=830      |
|       | Baigneurs                            | 1899       | musée d'Orsay                                         | Jeu de paume musée d'Orsay                 | peinture à l'huile toile | 22      | 33.5    | https://www.cezannecatalogue.com/catalogue/entry.php?id=837                                                                                              |
|       | Les Baigneuses                       | 1900       | Ny Carlsberg Glyptotek                                | Ny Carlsberg Glyptotek                     | peinture à l'huile toile | 72      | 92      | https://www.cezannecatalogue.com/catalogue/entry.php?id=647                                                                                              |
|       | Baigneuses                           | 1902s      | collection privée                                     | Qatar                                      | peinture à l'huile toile | 73.5    | 92.5    | https://www.cezannecatalogue.com/catalogue/entry.php?id=851                                                                                              |
|       | Les Grandes Baigneuses               | 1906s      | Philadelphia Museum of Art                            | Philadelphia Museum of Art                 | peinture à l'huile toile | 210.5   | 250.8   | https://www.cezannecatalogue.com/catalogue/entry.php?id=832                                                                                              |